# 陳照旭
陳 照旭（ちん しょうきょく、1909年-1960年）は陳式太極拳第18世伝人。河南省温県陳家溝の人。
幼い頃より陳式太極拳を学び、拳技、拳理に通じ、30歳の時には第五層功夫に達していたといわれる。
1960年、反右派闘争の際、収容施設を脱出しようとして射殺される。
陳発科は父。陳照丕は従兄。陳照奎は異母弟。陳小旺は息子。
| スタブアイコン | サブスタブ | この項目は、まだ閲覧者の調べものの参照としては役立たない、スポーツ関係者に関連した書きかけの項目です。この項目を加筆・訂正などしてくださる協力者を求めています（P:スポーツ/PJ:スポーツ人物伝）。 |